# マット・マクドナルド
マット・マクドナルド（Matt McDonald、1998年3月4日 - ）は、アイルランドのラグビー選手。

## プロフィール
- アイルランド・ダブリン出身[1]。
- ポジションはウィング(WTB)。
- 身長 182cm、体重 94kg

## 略歴
2022年、ラグビーワールドカップセブンズ2022の7人制アイルランド代表に選ばれて3位に貢献。